# Théo Monar
Théo Monar, né le 6 juin 2001 à Fort-de-France en Martinique, est un joueur français de handball évoluant au poste de pivot au KS Kielce.
Il se révêle au HBC Nantes lors de la saison 2020-2021 et connait ainsi sa première sélection en équipe de France le 2 mai 2021, un mois avant ses 20 ans.

## Palmarès

### En club
Compétitions internationales
- Quatrième de la Ligue des champions en 2021

Compétitions nationales
- Deuxième du Championnat de France en 2022
- Vainqueur de la Coupe de la Ligue en 2022
- Finaliste de la Coupe de France en 2022
- Vainqueur du Trophée des champions en 2022

### En équipes nationales
France des -19 ans
- Médaille d'or au championnat méditerranéen U18[4]

### Distinctions individuelles
- Élu meilleur espoir du championnat de France en 2020-2021